# Бад Бергцаберн
Бад Бергцаберн (њем. Bad Bergzabern) град је у њемачкој савезној држави Рајна-Палатинат. Једно је од 74 општинска средишта округа Зидлихе Вајнштрасе. Према процјени из 2010. у граду је живјело 7.763 становника. Посједује регионалну шифру (AGS) 7337005.

## Географски и демографски подаци
Бад Бергцаберн се налази у савезној држави Рајна-Палатинат у округу Зидлихе Вајнштрасе. Град се налази на надморској висини од 170 метара. Површина општине износи 10,7 km². У самом граду је, према процјени из 2010. године, живјело 7.763 становника. Просјечна густина становништва износи 725 становника/km².